# La nostra amica Robbie
La nostra amica Robbie (Hallo Robbie!) è una serie televisiva tedesca, ideata da Christine Rohls e prodotta dal 2001 dalla Phoenix Film e dalla Grundy UFA TV Produktions.
Della serie, nata come uno spin-off de Il nostro amico Charly (i protagonisti vengono infatti introdotti in una puntata de Il nostro amico Charly dal titolo Charly e Robbie), sono state prodotte 8 stagioni, per un totale di 76 episodi.
In Germania la serie è andata in onda sull'emittente televisiva ZDF, che ha trasmesso i 76 episodi con cadenza settimanale (il martedì o il sabato) in fascia pre-serale. La prima puntata fu trasmessa il 29 dicembre 2001, l'ultima il 24 gennaio 2009.
In Italia, tutte le otto stagioni della serie sono andate in onda in prima TV da lunedì 30 maggio a venerdì 16 settembre 2011 su Rai 2, che trasmetteva gli episodi in fascia mattutina dal lunedì alla domenica.

## Trama
Il dottor Jens Lennart, un biologo marino separato dalla moglie Ulli, si trasferisce assieme alla figlia di dieci anni Laura da Berlino a Seehagen, un piccolo villaggio dell'isola di Rügen, nel Meclemburgo-Pomerania Anteriore. Suo compito sarà quello di gestire un centro per l'accoglienza delle foche, chiamato "Casa delle foche", affiancato dalla dottoressa Carla Dux.
I due vanno così ad abitare nell'agriturismo della famiglia Marten, composta dal capofamiglia, Uwe, dalla moglie Frauke, dal figlio Kai, che farà subito amicizia con Laura, e poi, dalla figlia Lisa.
Un giorno viene salvato dalle grinfie di alcuni contrabbandieri un esemplare femmina di leone marino della California, che Laura chiamerà "Robbie".
Per Robbie pare non esserci posto nel centro di Seehagen, ma la ricerca di una nuova sistemazione si rivelerà infruttuosa e il simpatico animale si unisce così ai Lennart e ai Marten, diventando la "mascotte" di casa. Robbie però non si farà notare soltanto per il suo carattere "giocherellone", ma si rivelerà anche di grande aiuto nella soluzione delle situazioni più difficili e di estremo pericolo.
Nella serie, c'è spazio anche per le vicende sentimentali dei protagonisti: Jens si innamora dapprima della sua collaboratrice Carla e, in seguito, della Dott.ssa Anne Templin, giunta a Seehagen assieme ai nipotini Pauline e Max, mentre l'ex-moglie di Jens e madre di Laura, Ulli, si risposa dopo qualche tempo con Karsten Roiter.
Quando Jens si trasferisce per lavoro in Norvegia, a Seehagen viene sostituito dal dott. Florian Helberg. Quella che all'inizio sembra essere una sostituzione temporanea, si rivelerà però definitiva, dopo che la piccola comunità di Seehagen viene raggiunta dalla notizia della tragica morte di Jens.

## Episodi
| Stagione         | Puntate | Prima TV Germania | Prima TV Italia |
| ---------------- | ------- | ----------------- | --------------- |
| Prima stagione   | 6       | 2001-2002         | 2011            |
| Seconda stagione | 10      | 2002-2003         | 2011            |
| Terza stagione   | 10      | 2003-2004         | 2011            |
| Quarta stagione  | 10      | 2005              | 2011            |
| Quinta stagione  | 10      | 2005-2006         | 2011            |
| Sesta stagione   | 10      | 2007              | 2011            |
| Settima stagione | 10      | 2008              | 2011            |
| Ottava stagione  | 10      | 2008-2009         | 2011            |

## Personaggi
- Robbie, interpretata dai leoni marini Chico, Tino e Gordy (stagioni 1-8), è la leonessa marina protagonista salvata da Laura dai contrabbandieri. Ha salvato più volte la laguna da criminali spesso pescatori molto pericolosi.
- Dott. Jens Lennart, interpretato da Karsten Speck, doppiato da Massimo Bitossi (stagioni 1-6). È un biologo marino a capo della Casa delle foche. Lui e la figlia Laura vivono nell'agriturismo dei Marten dopo che Jens ha divorziato.
- Laura Lennart, interpretata da Laura Lehnhardt, doppiata da Elena Liberati (stagioni 1-8). È la figlia di Jens. Un giorno ha trovato un leone marino che ha chiamato Robbie e ha deciso di tenerlo con sé.
- Ulli Lennart, interpretata da Inka Victoria Groetschel (stagioni 1-8). È l'ex moglie di Jens.
- Uwe Marten, interpretato da Till Demtrøder, doppiato da Andrea Lavagnino (stagioni 1-8). È il proprietario e gestore, assieme alla moglie Frauke, dell'agriturismo Marten.
- Frauke Marten, interpretata da Marion Kracht, doppiata da Pinella Dragani (stagioni 1-5). È la moglie di Uwe e si occupa a tempo pieno di famiglia e agriturismo. Muore in un incidente stradale.
- Kai Marten, interpretato da Tim Braeutigam, doppiato da Andrea Di Maggio (stagioni 1-8). È il figlio di Uwe e Frauke ed è il miglior amico di Laura.
- Lisa Marten, interpretata da Jennifer Zier (stagioni 3-8). È la secondogenita di Uwe e Frauke.
- Dott.ssa Carla Dux, interpretata da Karina Kraushaar, doppiata da Stella Musy (stagioni 1-6). È una biologa marina che lavora alla Casa delle foche. Ha avuto una relazione con Jens, che ha terminato dopo aver abortito.
- Tom Jansen, interpretato da Tim Knauer (stagioni 1-8). È un giovane collaboratore della Casa delle foche.
- Dott.ssa Anne Templin, interpretata da Leonore Capell, doppiata da Laura Lenghi (stagioni 4-8). È una dottoressa che si stabilisce a Seehagen con i nipoti Pauline e Max. Ha una relazione con Jens, terminata dopo che quest'ultimo parte per la Norvegia.
- Pauline, interpretata da Lena Nikolaus (stagioni 4-8). È la nipote della dottoressa Templin.
- Max, interpretato da Janko Schliep (stagioni 4-8). È il nipote della dottoressa Templin.
- Dott. Florian Helberg, interpretato a Marcus Grüsser (stagioni 7-8). È il biologo marino che sostituisce il dottor Lennart alla Casa delle foche dopo che questi parte per la Norvegia.
- Dr. John Collmann, interpretato da Volker Lippmann (stagioni 1-8). È il principale investitore della Casa delle foche.
- Oskar Peters, interpretato da Gerhard Olschewski, doppiato da Bruno Alessandro (stagioni 1-8). È un pescatore da molto tempo. Sposato con Vera, è molto amico dei Marten e dei Lennart.
- Vera Peters, interpretata da Viktoria Brams, doppiata da Anna Rita Pasanisi (stagioni 1-8). È la moglie di Oskar. Dopo essere andata in pensione, comincia a lavorare come assistente della dottoressa Templin.

## Produzione e backstage
- Robbie è interpretata dai leoni marini Chico, Tino e Gordy.[18]
- Le riprese sono state effettuate sull'isola di Rügen (in particolare, nelle località di Sassnitz, Binz e Sellin[19]), nella città anseatica di Stralsund e nello Schleswig-Holstein, nella località di Friedrichskoog.[20]
- Le scene al centro per l'accoglienza delle foche sono girate a Friedrichskoog.[20]
- La villa dei Marten, dove vivono anche Laura e Jens Lennart, è la "Gutshaus Liddow", situata di fronte al Lago di Tetzitz (Tetzitzer See), nella penisola di Liddow.[20]